# Robert Frazen
Robert Frazen (* 20. Jahrhundert) ist ein US-amerikanischer Filmeditor.
Robert Frazen ist der Sohn des Editors Stanley Frazen und war seit Anfang der 1980er Jahre zunächst als Schnitt-Assistent tätig. Seit Anfang der 1990er Jahre ist er selbstständiger Filmeditor und war bislang an mehr als 30 Film- und Fernsehproduktionen beteiligt. 2010 wurde er für Please Give mit dem Satellite Award für den besten Schnitt ausgezeichnet.  Im Jahr 2000 gewann er den Eddie Award der American Cinema Editors.

## Filmografie (Auswahl)
- 2000: Here on Earth
- 2001: Lovely & Amazing
- 2004: Breakin’ All the Rules
- 2007: Smokin’ Aces
- 2008: Smart People
- 2008: Synecdoche, New York
- 2010: Please Give
- 2010: Company Men (The Company Men)
- 2013: Genug gesagt (Enough Said)
- 2016: The Founder
- 2018: Land der Gewohnheit (The Land of Steady Habits)
- 2019: The Highwaymen
- 2020: I’m Thinking of Ending Things
- 2021: The Little Things
- 2022: Causeway
- 2022: Mr. Harrigan’s Phone
- 2024: On Swift Horses